# Grzegorz Panfil
Grzegorz Panfil [ˈɡʐɛɡɔʂ ˈpanfil] (* 1. Januar 1988 in Zabrze) ist ein ehemaliger polnischer Tennisspieler. Er gewann 2006 die Junioren-Ausgabe der Australian Open im Doppel.

## Karriere
Grzegorz Panfil spielte hauptsächlich auf der Future- und Challenger-Tour. Insgesamt war er 11 Mal im Einzel und 32 Mal bei Future-Turnieren im Doppel erfolgreich, Turniere auf der Challenger Tour konnte er nicht gewinnen.
Ab 28. Dezember 2013 trat Panfil an der Seite von Agnieszka Radwańska für Polen beim Hyundai Hopman Cup 2014 an, bei dem sie bis ins Finale vordrangen, dort jedoch der französischen Paarung Alizé Cornet und Jo-Wilfried Tsonga unterlagen.
Von 2009 bis 2012 kam Grzegorz Panfil für die polnische Davis-Cup-Mannschaft in drei Begegnungen zum Einsatz. Seine Bilanz dort ist 3:3.
2018 trat er das letzte Mal bei einem Profiturnier an.